# Marija Šestić

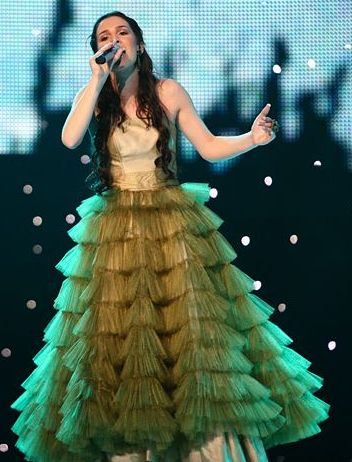
Marija Šestić tijdens het Eurovisiesongfestival 2007

Marija Šestić (Banja Luka, 5 mei 1987) is een zangeres uit Bosnië en Herzegovina. Toen ze jong was heeft ze diverse prijzen gewonnen.
Op 13-jarige leeftijd was ze de eerste ex-Joegoslavische zangeres die bij MTV Berlin kwam. In 2000 kwam haar eerste CD uit. Marija had al eens deelgenomen bij BiH Eurosong in 2005, maar slaagde er toen niet in te winnen. Ze vertegenwoordigde Bosnië en Herzegovina op het Eurovisiesongfestival 2007 met het nummer Rijeka bez imena en eindigde 11e, met 106 punten.

## Prijzen
- 1995: 3e plaats op "ST George's Day Festival" in Banja Luka
- 1996: 1e plaats op "ST George's Day Festival" in Banja Luka
- 1998: Award op "Naša radost" in Podgorica
- 1999: 1e plaats op "Zlatno zvonce" in Novi Sad
- 2000-2002 1e plaats op "International Festival of Young Talents" in Zenica
- 2003 : Award voor beste jongste zanger op "Banja Luka pop music festival"
- 2004 : "The Golden Star" in Bucharest

## Trivia
- Haar vader Dušan Šestić componeerde het nationale volkslied van Bosnië en Herzegovina, Intermeco.

1993: Fazla · 
1994: Alma & Dejan · 
1995: Davor Popović · 
1996: Amila Glamočak · 
1997: Alma Čardžić · 
1999: Dino & Béatrice · 
2001: Nino Pršeš · 
2002: Maja Tatić · 
2003: Mija Martina · 
2004: Deen · 
2005: Feminnem · 
2006: Hari Mata Hari · 
2007: Marija Šestić · 
2008: Laka · 
2009: Regina · 
2010: Vukašin Brajić · 
2011: Dino Merlin · 
2012: Maya Sar · 
2016: Dalal & Deen feat. Ana Rucner & Jala
- MusicBrainz: b07ce05f-a193-4d83-9295-4c86e9c428cd
- Virtual International Authority File: 5657154260658724480007